# Amile Jefferson
Amile O. Jefferson (Filadelfia, Pensilvania; 7 de mayo de 1993) es un exbaloncestista y entrenador estadounidense que disputó dos temporadas en la NBA. Con 2,06 metros de estatura, jugaba en la posición de alero. Desde 2020 ejerce como entrenador asistente en los Boston Celtics.
Se retiró con 27 años y desde 2021 es director de desarrollo de jugadores de los Duke Blue Devils de la NCAA, donde fue capitán en su etapa universitaria.

## Trayectoria deportiva

### Universidad
Tras disputar en 2015 el prestigioso McDonald's All-American Game, jugó cinco temporadas con los Blue Devils de la Universidad de Duke, una de ellas incompleta por lesión, en las que promedió 7,2 puntos y 6,3 rebotes por partido. Es el único jugador en la historia de su universidad en ser elegido durante cuatro años en el mejor quinteto académico de la Atlantic Coast Conference. Posee además el récord  de más partidos disputados con la camiseta de Duke, con 150. En 2015 logró junto a su equipo el Torneo de la NCAA ante Wisconsin, teniendo una buena aportación defensiva en la final, al lograr 7 rebotes y 3 tapones.

#### Estadísticas
| Año     | Equipo | PJ  | PT  | MPP  | %TC  | %3P | %TL  | RPP  | APP | ROB | TPP | PPP  |
| ------- | ------ | --- | --- | ---- | ---- | --- | ---- | ---- | --- | --- | --- | ---- |
| 2012–13 | Duke   | 32  | 7   | 12.7 | .543 | –   | .610 | 2.9  | .2  | .4  | .5  | 4.0  |
| 2013–14 | Duke   | 35  | 26  | 22.7 | .644 | –   | .494 | 6.9  | 1.0 | .7  | .6  | 6.5  |
| 2014–15 | Duke   | 39  | 26  | 21.3 | .631 | –   | .554 | 5.8  | .8  | .6  | .7  | 6.1  |
| 2015–16 | Duke   | 9   | 9   | 30.3 | .683 | –   | .553 | 10.3 | 1.4 | 1.0 | 1.1 | 11.4 |
| 2016–17 | Duke   | 35  | 35  | 29.7 | .613 | –   | .629 | 8.4  | 1.5 | .7  | 1.9 | 10.9 |
| Total   | Total  | 150 | 103 | 22.3 | .620 | –   | .575 | 6.3  | .9  | .6  | .9  | 7.2  |

### Profesional
Tras no ser elegido en el Draft de la NBA de 2017, fue invitado por los Minnesota Timberwolves a participar en las ligas de verano, con los que disputó cinco partidos, en los que promedió 2,2 puntos y 3,6 rebotes. El 18 de septiembre firmó contrato con los Wolves, pero fue finalmente uno de los últimos descartes del equipo antes del comienzo de la temporada 2017-18. En noviembre se incorporó a los Iowa Wolves de la G League como jugador afiliado.
El 27 de julio de 2018, firma un contrato dual con los Orlando Magic que le permite jugar con el filial de la G League, los Lakeland Magic. Debutó en la NBA el 31 de diciembre de 2018 ante Charlotte Hornets
El 30 de julio de 2019, renueva su contrato dual con los Magic. El 6 de febrero de 2020 es cortado tras 18 encuentros, pero el 26 es adquirido por Lakeland Magic y traspasdo a los Iowa Wolves a cambio de Braian Angola-Rodas.
El 29 de diciembre de 2020, el Galatasaray Doğa Sigorta de la BSL turca hace oficial la contratación del jugador hasta el final de la temporada 2020-21.

### Entrenador
El 21 de julio de 2021, fue nombrado director de desarrollo de jugadores de los Duke Blue Devils. En abril de 2022, fue ascendido a asistente técnico del entrenador Jon Scheyer.
En junio de 2023, se anunció que formaría parte del equipo técnico de Boston Celtics.

## Estadísticas de su carrera en la NBA

### Temporada regular
| Año     | Equipo  | PJ | PT | MPP | %TC  | %3P | %TL  | RPP | APP | ROB | TPP | PPP |
| ------- | ------- | -- | -- | --- | ---- | --- | ---- | --- | --- | --- | --- | --- |
| 2018-19 | Orlando | 12 | 0  | 5.7 | .625 | -   | .875 | 1.8 | .3  | .3  | .3  | 2.3 |
| 2019-20 | Orlando | 18 | 0  | 4.1 | .357 | -   | .357 | 1.3 | .2  | .1  | .2  | .8  |
| Total   | Total   | 30 | 0  | 4.7 | .500 | -   | .545 | 1.5 | .2  | .1  | .2  | 1.4 |